# Szanhasa
Szanhasa – wieś w Syrii, w muhafazie Aleppo, w dystrykcie Manbidż. W 2004 roku liczyła 1075 mieszkańców.